# Festival Aomori Nebuta

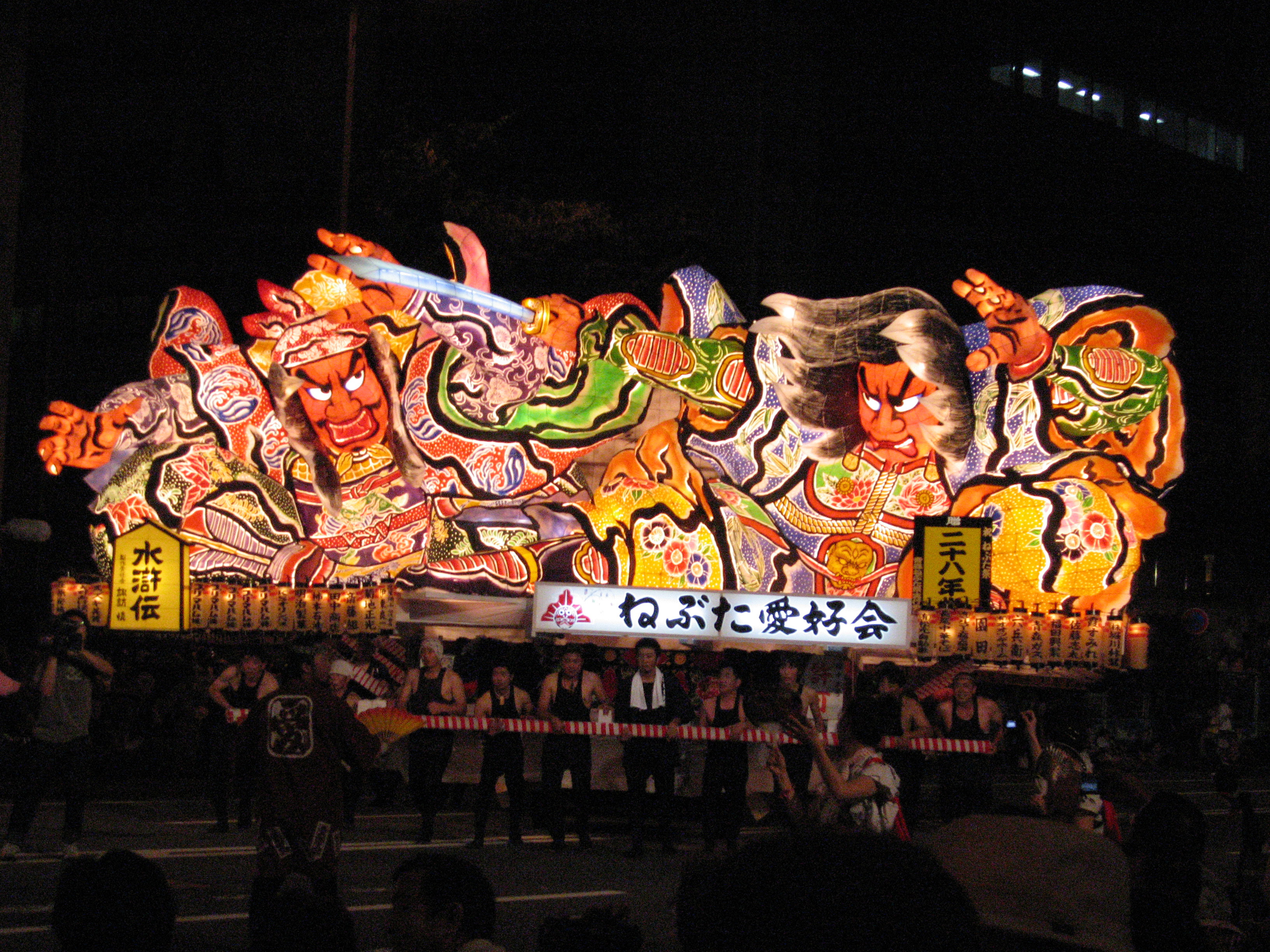
Una carroza en el desfile Aomori Nebuta. A menudo, representan figuras históricas o míticas.

El festival Aomori Nebuta (青森ねぶた祭り Aomori Nebuta Matsuri?) es una celebración japonesa de principios de agosto típica de Aomori, capital de la prefectura homónima. Es el evento de nebuta (carrozas) que más turistas atrae en Japón —unas tres millones de personas al año—, y es considerado uno de los tres festivales más importantes de la región de Tōhoku. Desde 1980, es una Propiedad Cultural Importante Intangible, y desde 1996 forma parte de la lista de 100 paisajes sonoros de Japón, creada por el Ministerio de Medio Ambiente. El museo Nebuta Wa Rasse conserva carrozas de años anteriores e ilustra acerca de la historia del festival y su construcción.

## Historia
Aunque no se conoce con certeza los orígenes de la celebración, que tiene unos trescientos años de antigüedad, el festival de Aomori podría ser una variante del tanabata. De este modo, la fiesta popular de China y las costumbres de la zona de estrecho de Tsugaru se unieron, lo que en un principio originaría un festival de faroles de papel que terminarían por evolucionar hasta las nebuta. Tradicionalmente las carrozas eran obra de los ayuntamientos locales y desfilaban todos los años.

## Desfile
El festival se celebra de forma anual entre los días 2 y 7 de agosto. A diario desfilan por las calles de la ciudad unas veintidós carrozas nebuta, hechas de papel washi artesanalmente. Varias personas las cargan de lado a lado y girando al ritmo de la música Nebuta bayashi. Esta banda está conformada por tambores taiko que marcan el ritmo, címbalos de mano (teburigane) y flautas que tocan la melodía. Mientras tanto, los participantes bailan ataviados del traje tradicional haneto (ハネト?), un requisito para poder desfilar. La indumentaria se puede completar con un sombrero floral llamado hanagasa.

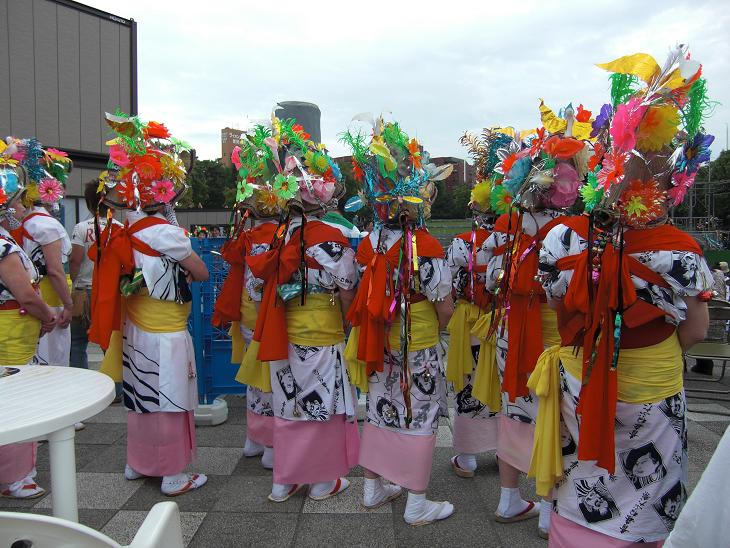
Mujeres con el traje tradicional haneto y sombreros hanagasa.

Desde 2001, para evitar masificaciones, las carrozas comienzan el recorrido todas a la vez, sin un punto de partida y final definidos. El último día, sin embargo, se mantiene la tradición de comenzar y terminar desde un lugar establecido. Durante todas las jornadas el desfile es nocturno, de tal manera que se aprecia más la iluminación de las nebuta. El 7 de agosto también hay una celebración diurna, en tanto que de noche las carrozas salen en barco del puerto de Aomori y recorren la bahía con fuegos artificiales de fondo.

### Lasnebuta

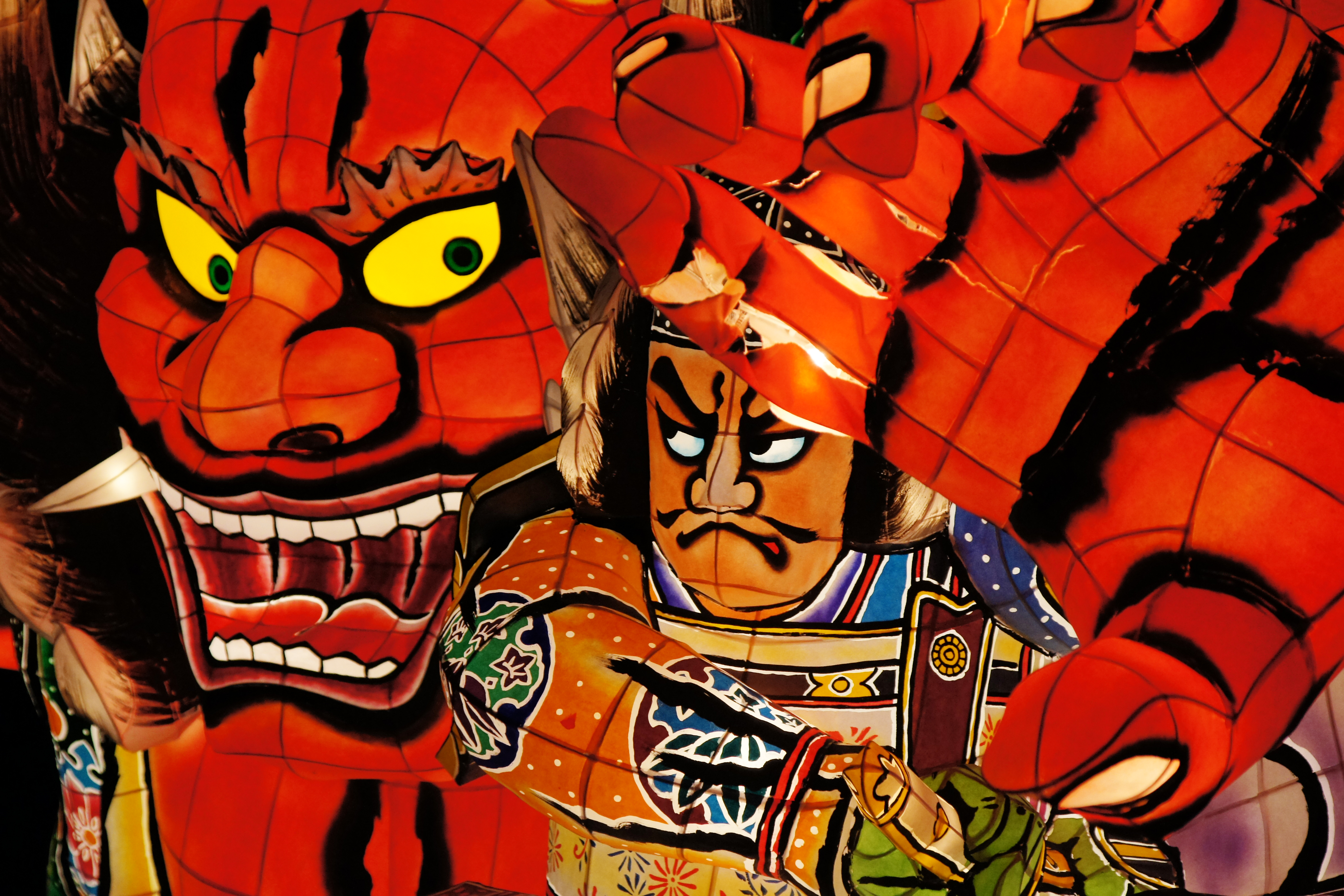
Detalle de una nebuta desfilando en el Onsen de Asamushi. Nótese el contraste de la tinta negra en el perfil de las figuras.

Las figuras están hechas a base de papel washi, pintado a mano e iluminado por dentro. Hay tres tipos diferentes: carrozas de niños —de menor tamaño—, las de asociaciones regionales y vecinales patrocinadas por negocios locales y las nebuta de gran tamaño. Las mayores alcanzan hasta nueve metros de ancho y cinco de alto, y suelen representar figuras históricas, dioses, actores de teatro kabuki e incluso personalidades famosas del cine y la televisión.
Los artesanos nebutashi comienzan a trabajar en las nebuta durante todo el año desde el final del festival; se encargan del diseño, los colores y su estructura. Una vez terminado el borrador, se enfocan en los detalles de las caras y las extremidades. Cuando llega mayo levantan los soportes de madera, los marcos de alambre, los cables para la iluminación de las bombillas en el interior y se coloca el papel. Después se colorean los personajes y se perfilan los contornos con tinta negra.